# لعبة إلكترونية
الألعاب الإلكترونية هي ألعاب تستخدم الإلكترونيات لابتكار نظام تفاعلي يتمكن من خلاله اللاعب من اللعب. علمًا بأن الشكل الأكثر شيوعًا في هذه الأيام من الألعاب الإلكترونية هو ألعاب الفيديو، ولهذا السبب غالبًا ما يتم الخلط بين هذه المصطلحات على نحو غير صحيح. وتشتمل الأنواع الأخرى الشائعة من الألعاب الإلكترونية على سبيل المثال لا الحصر على المنتجات المرئية مثل الألعاب الإلكترونية المحمولة أو الأجهزة المستقلة (مثل الكرة والدبابيس أو آلات السلوت أو ألعاب الآركيد الكهروميكانيكية)، وعلى وجه الخصوص المنتجات غير المرئية وهناك مجموعة من الألعاب الإلكترونية الشطرنج ولعبة الداما والسفن الحربية كما انها ليس جميعها مخصصه لجميع الفات العمريه فمثلا لعبة Little Big Planet 3 لعبة موجهه للأطفال 3+ سنة.لاينصح بلعب

ماينكرافت، من بين الألعاب الإلكترونية الأكثر شعبية في العالم.

## أضرار الألعاب الإلكترونية
من أضرار الألعاب الإلكترونية:
- السُمنة.
- قلة النوم أو الأرق.
- مشاكل سلوكية، بما في ذلك التصرفات الاندفاعية.
- فقدان المهارات الاجتماعية.
- إجهاد العين.
- مشاكل الرقبة والظهر.
- القلق.
- الكآبة.
- صعوبات في العمل.

## أضرار الإدمان على الألعاب الإلكترونية
من أضرار الإدمان على الألعاب الإلكترونية:
- ضعف الأداء في المدرسة أو التمارين الرياضية نتيجة الانشغال باللعب.
- إهمال ممارسة الهوايات والأنشطة الأخرى.
- إهمال إقامة صداقات واللعب معهم.
- انخفاض الاهتمام في النظافة الشخصية.
- عدم القدرة على وضع قيود على مقدار الوقت الذي يقضيه اللعب.
- علامات الانفعال أو القلق أو الغضب عند إجباره على التوقف عن اللعب ولو لفترات وجيزة.
- الحاجة إلى قضاء المزيد من الوقت في ممارسة الألعاب أو اللعب بشكل مكثف للحصول على نفس المستوى من المتعة.
- أعراض الانسحاب الجسدي أو النفسي مثل فقدان الشهية أو الأرق أو الانفعالات العاطفية إذا تم سحب اللعبة.
- استخدام ألعاب الفيديو كطريقة للهروب من المواقف العصيبة في المدرسة أو النزاعات في المنزل.
- إنفاق الأموال بتَرَف على ألعاب الفيديو أو الشاشات.
- الاستمرار في لعب ألعاب الفيديو أو المشاركة في الوقت الذي يقضيه أمام الشاشة، على الرغم من أنه يعلم أنه يسبب مشاكل له.
- الكذب على الآخرين بشأن مدى استخدامه.
- الحاجة إلى مزيد من الوقت أمام الشاشة بمرور الوقت للحصول على نفس المستوى من المتعة.

## أخرى
تم تهيئة الإلكترونيات لتُستخدم في مجموعة واسعة من التطبيقات. فالألعاب التي تعتمد على لوحة أو رقعة مثل برج الظلام، على سبيل المثال، تعتمد بصورة كبيرة على الإلكترونيات. والألعاب الإلكترونية غير التقليدية مثل ثورة روبيك أو الدميات الإلكترونية التي تُطمس فيها الحدود بين الدميات والألعاب مثل الكرة الإلكترونية المعروفة باسم الكرة الثامنة السحرية 

### الألعاب غير البشرية
مع التطور التكنولوجي تم التوجه نحو الترفيه الإلكتروني عن طريق الحيوانات (على وجه الخصوص الحيوانات الأليفة)، تم ابتكار ألعاب الفيديو للحيوانات الأليفة. ولأن غالبية الحيوانات تفتقر إلى أصبع الإبهام، فإن المهارات الحركية الدقيقة المطلوبة للاستخدام في معظم الألعاب غير المتوفرة لهذه الحيوانات. علاوة على ذلك، تتأثر حاسة البصر في العديد من الحيوانات بـ الطيف المرئي المختلف عن البشر. وقد تطورت التقنيات التي تقلل من أهمية السيطرة اليدوية والمكونات البصرية للتغلب على هذه المشاكل بدءًا من تطوير التلفزيون للحيوانات الأليفة.